# Aeroportul Matari
Aeroportul Matari (IATA: IRP, ICAO: FZJH) este un aeroport din Republica Democratică Congo ce deservește zona Isiro.
Situat la o altitudine de 743 m, aeroportul dispune de o singură pistă. Este operat de Airways Authority of the Democratic Republic of Congo⁠(d).